# Accountantsverslag
Het accountantsverslag is de weergave van de bevindingen van een accountant over zijn onderzoek naar de jaarrekening van een bedrijf of organisatie.
Een door de onderneming aangewezen accountant onderzoekt jaarlijks of de jaarrekening van de onderneming een getrouw beeld geeft van het financiële reilen en zeilen van de onderneming. Tevens onderzoekt de accountant of voldaan is aan de wettelijke verplichtingen met betrekking tot de jaarrekeningen en geeft ook een beoordeling van de betrouwbaarheid en continuïteit van de geautomatiseerde gegevensverwerking van de onderneming (Voor Nederland, zie: Burgerlijk Wetboek Boek 2: artikel 393).
De accountant rapporteert zijn bevindingen aan de raad van commissarissen of de raad van toezicht en het bestuur van de onderneming. In de zogenaamde controleverklaring spreekt de accountant zijn eindoordeel over jaarrekening uit. Daarbij kan de accountant de jaarrekening goedkeuren, beperkt goedkeuren, afkeuren of zijn oordeel onthouden.